# Razgojna
Razgojna (izvirno srbsko Разгојна) je naselje v Srbiji, ki upravno spada pod Mesto Leskovac; slednja pa je del Jablaniškega upravnega okraja.

## Demografija
V naselju živi 755 polnoletnih prebivalcev, pri čemer je njihova povprečna starost 44,5 let (44,2 pri moških in 44,7 pri ženskah). Naselje ima 262 gospodinjstev, pri čemer je povprečno število članov na gospodinjstvo 3,45.
To naselje je, glede na rezultate popisa iz leta 2002, večinoma srbsko.
|  |

| Demografija | Demografija     | Demografija     |
| Leto        | Št. prebivalcev | Št. prebivalcev |
| ----------- | --------------- | --------------- |
|             |                 |                 |
|             |                 |                 |
|             |                 |                 |
|             |                 |                 |
| 1948        | 1297            |                 |
| 1953        | 1351            |                 |
| 1961        | 1269            |                 |
| 1971        | 1185            |                 |
| 1981        | 1144            |                 |
| 1991        | 1045            | 1037            |
| 2002        | 909             | 904             |
|             |                 |                 |

| Etnična sestava po popisu iz leta 2002 | Etnična sestava po popisu iz leta 2002 | Etnična sestava po popisu iz leta 2002 | Etnična sestava po popisu iz leta 2002 | Etnična sestava po popisu iz leta 2002 |
| -------------------------------------- | -------------------------------------- | -------------------------------------- | -------------------------------------- | -------------------------------------- |
| Srbi                                   | Srbi                                   |                                        | 868                                    | 96,01%                                 |
| Romi                                   | Romi                                   |                                        | 33                                     | 3,65%                                  |
| Makedonci                              | Makedonci                              |                                        | 2                                      | 0,22%                                  |
| Nemci                                  | Nemci                                  |                                        | 1                                      | 0,11%                                  |
| Neznano                                | Neznano                                |                                        | 0                                      | 0,0%                                   |